# 反革命十字軍
反革命十字軍（はんかくめいじゅうじぐん）とは、1791年6月にスウェーデンのグスタフ3世が提唱したフランス革命への軍事干渉の呼びかけである。しかし結果的には、十字軍結成は失敗し、1792年3月にはグスタフ3世も暗殺されて実現することはなかった。
スウェーデンでは、これを反革命政策と言い、後にグスタフ3世の息子グスタフ4世アドルフが親政を開始すると、反革命政策は引き継がれ、ナポレオン戦争への参戦に至る。

## 概要
グスタフ3世が「十字軍」と銘打ったのは、革命によりフランスのカトリック教会が弾圧され、司祭らが殺害されるに及び、革命勢力が、反キリストの諸相を呈してきたことが原因だった（反カトリック主義）。さらにフランス国王ルイ16世一家の生命が脅かされるに至り、革命が王国体制を取る国々に脅威を与えることを示唆したために、武力による革命停止をヨーロッパ諸国へと訴えるためであった。
フランス革命勃発当時、スウェーデンはロシア帝国と交戦中であり（第一次ロシア・スウェーデン戦争）、スウェーデンのフランス革命干渉の余力はなかった。しかしグスタフ3世は、フランス王家への強い繋がりから、ロシアとの戦争を切上げ、革命勢力への対抗策を講じ始める。その第一がフランス王妃マリー・アントワネットと関係を持つグスタフ3世の寵臣フェルセン伯爵である。グスタフ3世は、フェルセンの振舞いには懐疑の念を抱いていたが、フェルセンの王妃からの信用を利用し、革命勢力からの王家の脱出を計らせた。1791年6月14日、ドイツ・アーヘンへ向い、脱出成功の報告を待った。しかし国王一家が、ヴァレンヌ事件によって捕えられると、グスタフ3世は、最終手段として、武力による革命阻止を目指すようになる。これが反革命十字軍である。6月20日のヴァレンヌ事件がグスタフ3世に報告されると、直ちに亡命フランス貴族（エミグレ）の支持を得て、反革命軍の結成をヨーロッパ諸国の主要国に持ちかけた。しかし、革命への干渉に逡巡する各国との交渉は難航し、7月末にグスタフ3世は本国に帰国した。
グスタフ3世は、反革命軍への結成を諦めたわけではなかった。革命への干渉は継続され、またロシア皇帝エカチェリーナ2世も反革命軍への賛同の意を示した。グスタフ3世は、スウェーデン・ロシア軍のフランス・ノルマンディー上陸作戦の工作も行った。10月1日には、ロシアとの軍事同盟も締結された。しかしスウェーデン国内での反革命軍結成の賛同者は少数派であった。またロシアも当時、露土戦争を継続しオスマン帝国との戦争を優先していたため、実現化されることはなかった。最終的に反革命の主導者グスタフ3世が、1792年3月に仮面舞踏会において暗殺されたことで、スウェーデン政府は、フランス革命への干渉そのものを停止するのである。

## 読書案内
- 武田龍夫 『物語 北欧の歴史 - モデル国家の生成』 中央公論新社〈中公新書 1131〉、1993年5月。ISBN 978-4-12-101131-2。
- 武田龍夫 『物語 スウェーデン史 - バルト大国を彩った国王、女王たち』 新評論、2003年10月。ISBN 978-4-7948-0612-3。
- 『北欧史』 百瀬宏、熊野聰、村井誠人編、山川出版社〈新版世界各国史 21〉、1998年8月、新版。ISBN 978-4-634-41510-2。